# Catedral basílica de San Pedro y San Pablo (Paramaribo)
La Catedral-Basílica de San Pedro y San Pablo es el mayor templo cristiano de Surinam y se encuentra en el centro histórico de la ciudad de Paramaribo, que desde 2002 es considerado Patrimonio de la Humanidad por la Unesco. Es la catedral de la diócesis de Paramaribo.
El estilo arquitectónico es una mezcla entre neorrománico y neogótico. La catedral es una de las infraestructuras católicas de madera más grande de América del Sur.

## Descripción
Es el principal símbolo religioso de la Iglesia católica en el país sudamericano, fue construida entre 1883 y 1885 con cedro sustraído de la selva amazónica por orden del gobierno colonial de la Guayana Neerlandesa. Aunque la construcción oficial acabó en 1885, las dos torres fueron finalizada en 1901.
En el interior de la catedral se encuentra la tumba de Pedro Donders (1809-1887), misionero neerlandés que cuidaba a enfermos de lepra en el oeste de Paramaribo, punto de peregrinación para la comunidad católica del país.
El 7 de abril de 2014 el papa Francisco, luego de una restauración que la Unión Europea realizó en la catedral desde 2010, aprobó un decreto que le daba la calificación de basílica,  siendo la quinta catedral en recibir esa categoría en toda la región del Caribe.
La representación de la Santa Sede en Surinam se pronunció ante ese suceso:

Este es un regalo del Papa para el pueblo de Surinam. Cuando vi la catedral por primera vez hace dos años, me impresionó de inmediato. Refleja el país: su atmósfera, su calor, su tranquilidad, su calma, su devoción.

## Galería

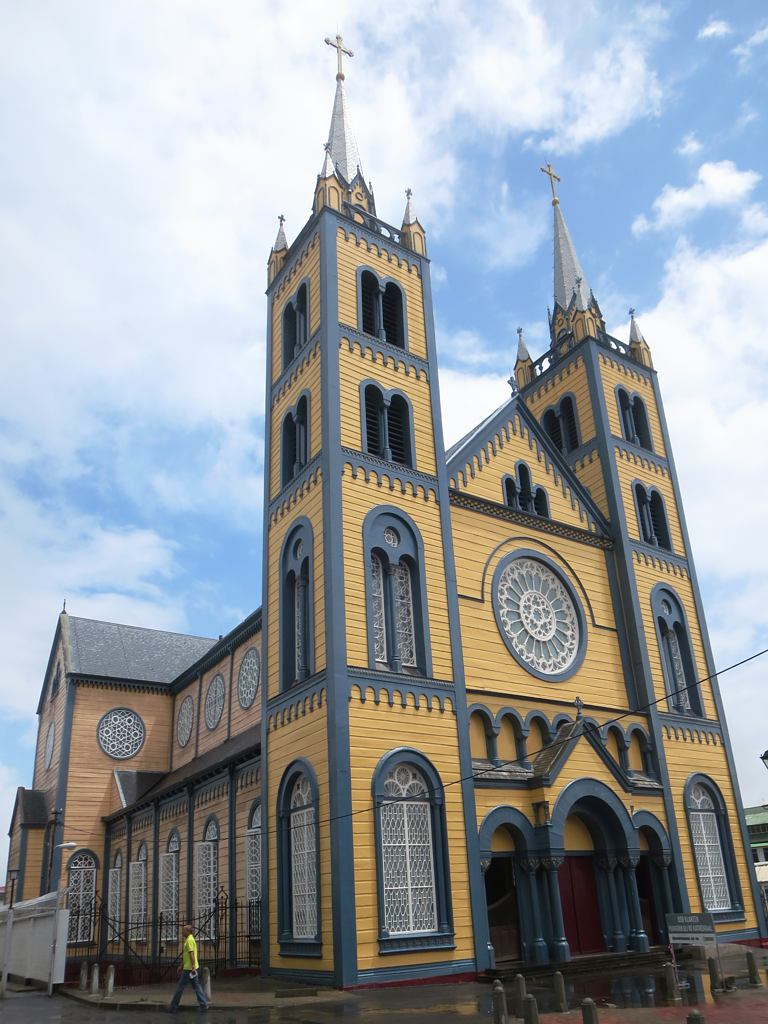
Fachada de la Catedral.
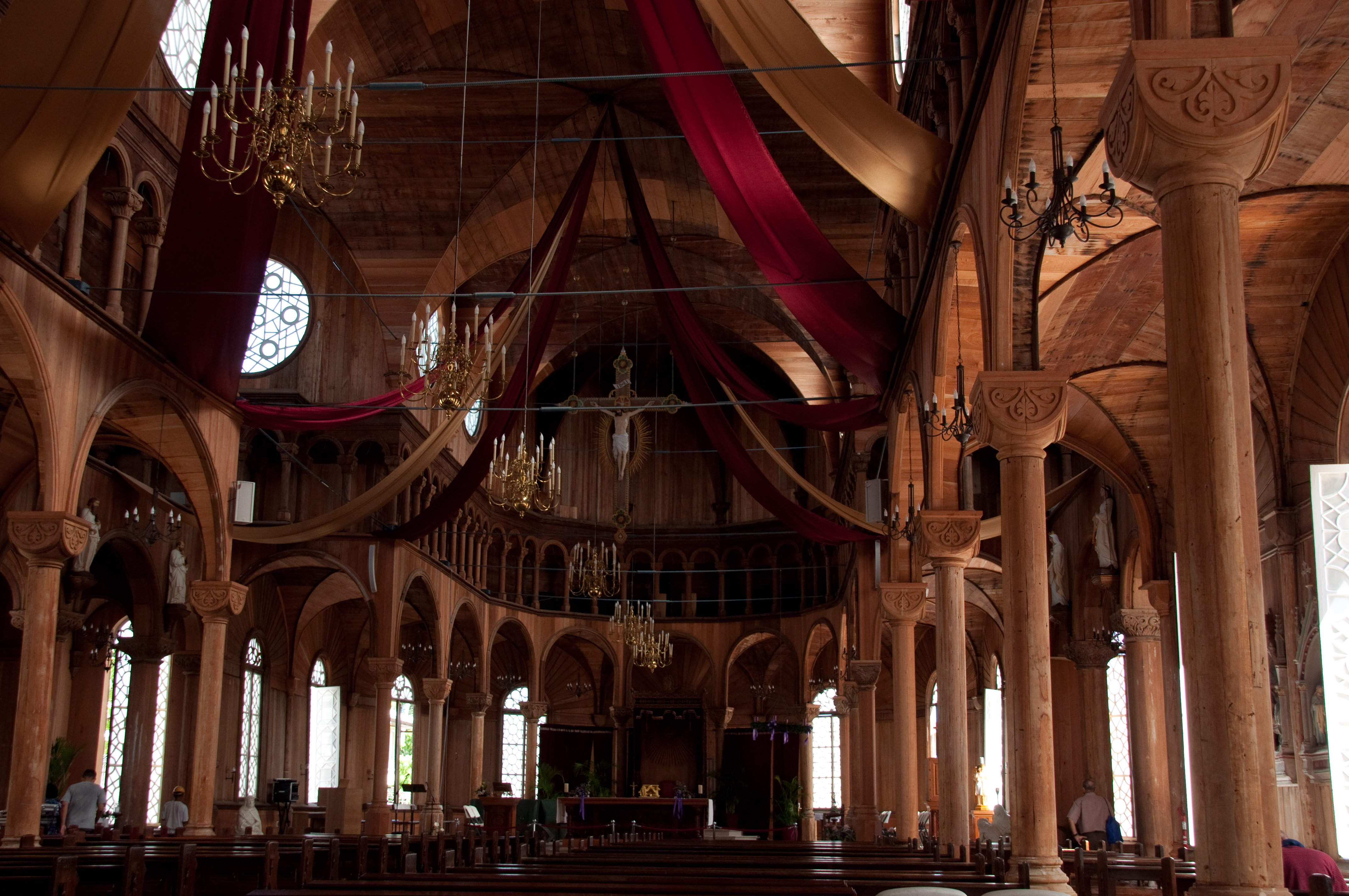
Interior.
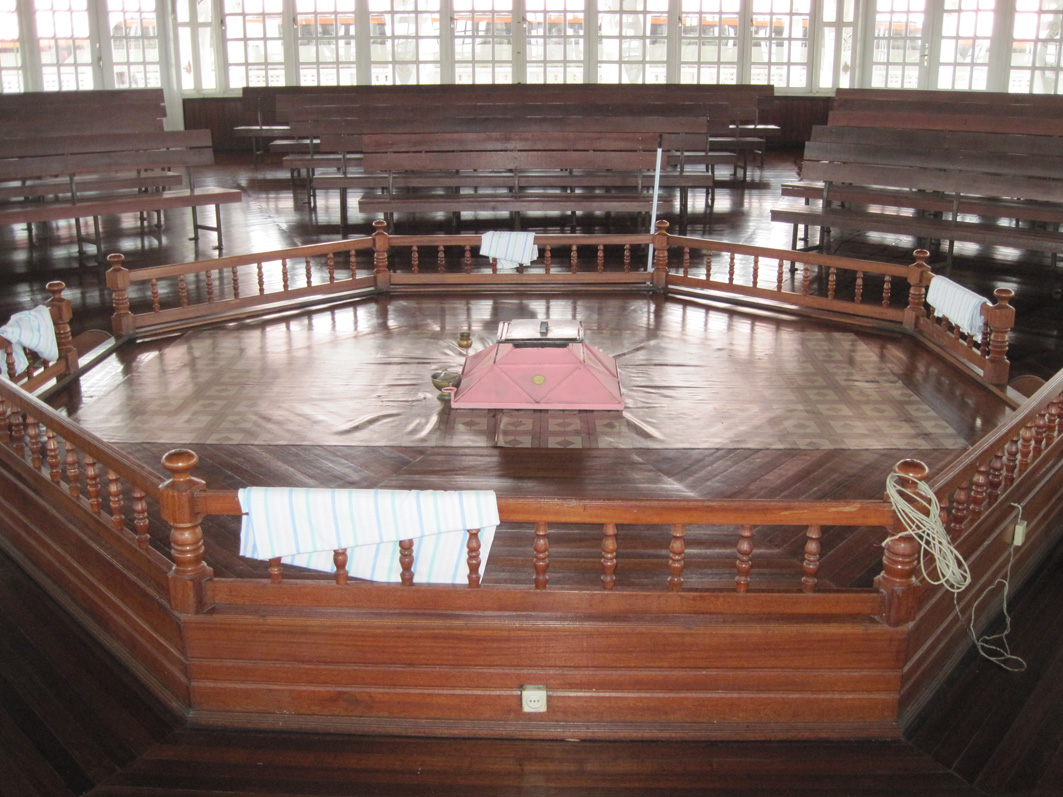
Interior del templo.
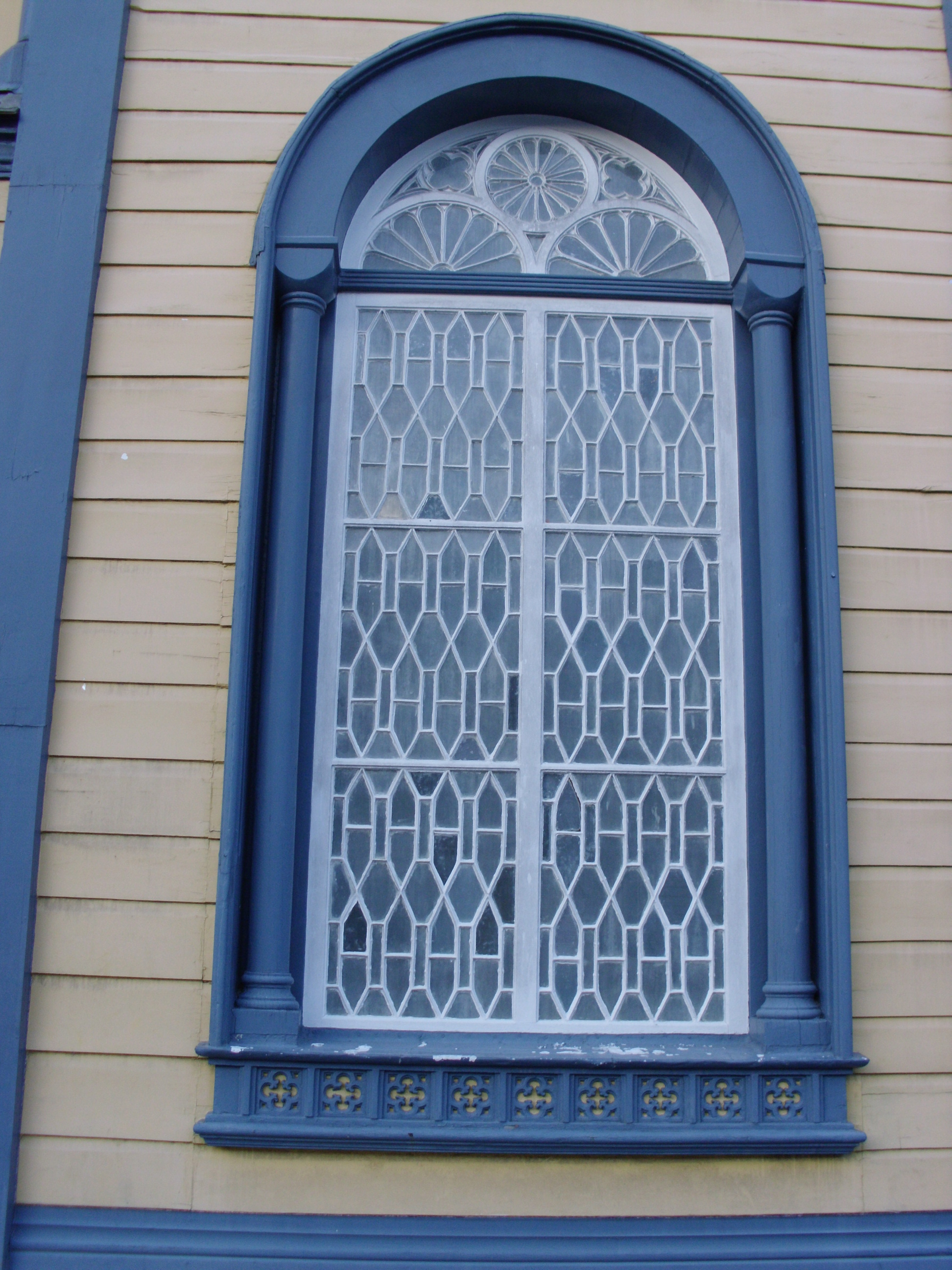
Ventana de la fachada.
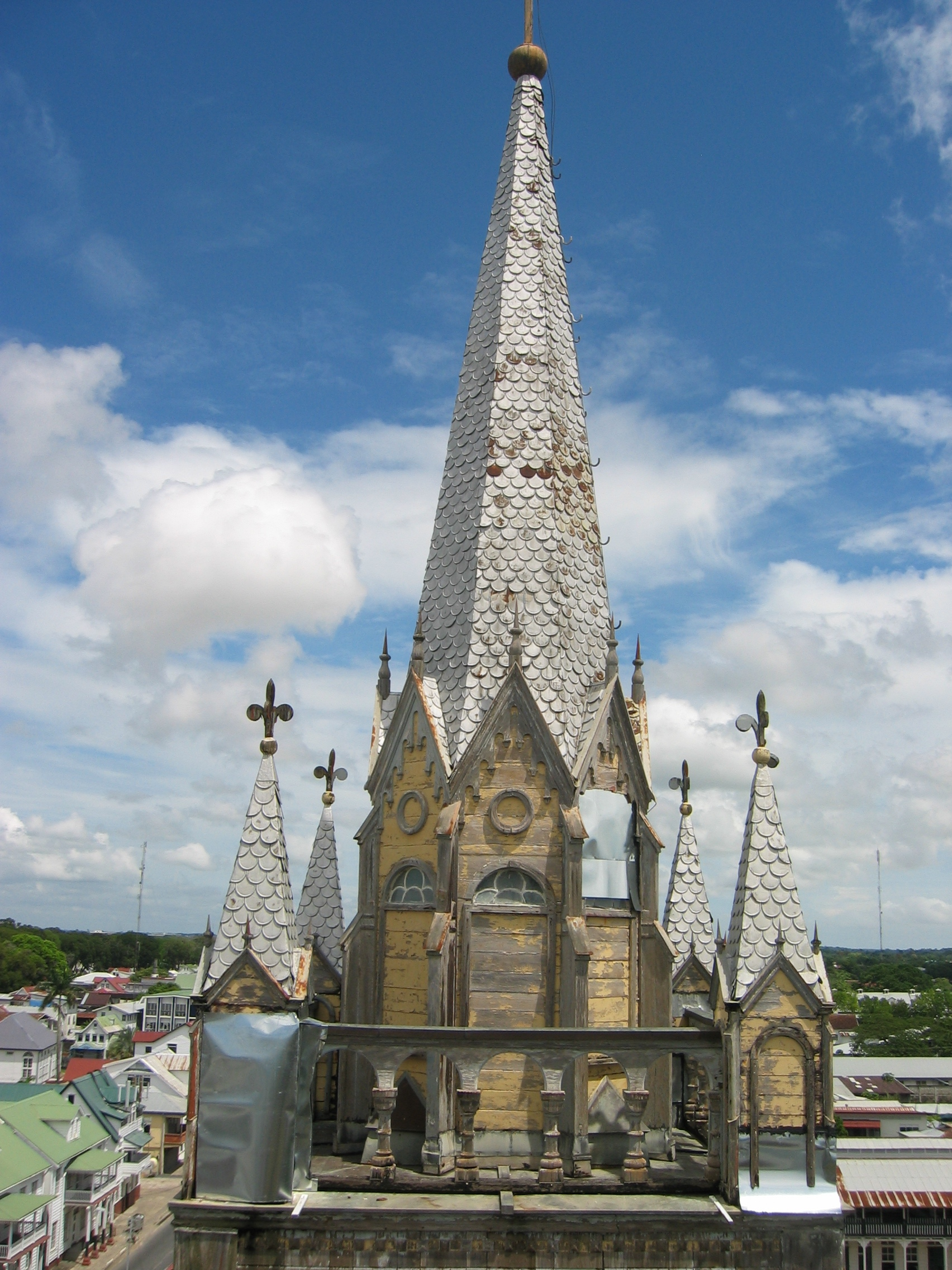
Una torre de la catedral.